# Drusus vernonensis
Drusus vernonensis är en nattsländeart som beskrevs av Malicky 1989. Drusus vernonensis ingår i släktet Drusus och familjen husmasknattsländor. Inga underarter finns listade i Catalogue of Life.